# تاتياني باشيكو
تاتياني باشيكو (بالبرتغالية: Tatiane Pacheco) مواليد 16 أكتوبر 1990 في ساو باولو، هي لاعبة كرة سلة برازيلية. وتحمل الرقم 10. مثلت منتخب بلادها. شاركت في دورة الألعاب الأولمبية الصيفية سنة 2016. حققت المركز الثالث في بطولة أمم الأمريكتين لكرة السلة 2013.

## سجل المنافسة
شاركت في المنافسات التالية:
- الألعاب الأولمبية الصيفية 2016
- كأس العالم لكرة السلة للسيدات 2014

## الميداليات
| الميدالية | المسابقة                             |
| --------- | ------------------------------------ |
| برونزية   | بطولة أمم الأمريكتين لكرة السلة 2013 |

## روابط خارجية
- تاتياني باشيكو على موقع الاتحاد الدولي لكرة السلة (الإنجليزية)
- تاتياني باشيكو على موقع كرة السلة الأوروبية.كوم (الإنجليزية)
- تاتياني باشيكو على موقع بروبوليرز (الإنجليزية)
- تاتياني باشيكو على موقع أوليمبيديا (الإنجليزية)
- تاتياني باشيكو على موقع اللجنة الأولمبية البرازيلية (البرتغالية)